# Lorenzo Scattorin
Lorenzo Scattorin (Milano, 22 settembre 1971) è un doppiatore e direttore del doppiaggio italiano.

## Biografia
È figlio del doppiatore e attore Maurizio Scattorin e dall'attrice Antonella Bracco, ambedue diplomati alla Accademia dei Filodrammatici. Seguendo le orme di famiglia, ha conseguito il diploma al Centro Teatro Attivo nel 1999. Scattorin ha un figlio, anche lui doppiatore, che si chiama Francesco Leon Scattorin.
Dal 2011 è lo speaker ufficiale del canale televisivo DMAX, dal 2013 per qualche anno è stato voce di Cartoon Network. Dal 2018 è voce ufficiale anche del canale Eurosport.
Si è fatto notare anche in ambito videoludico doppiando personaggi come Joel Miller di The Last of Us, Kaidan Alenko in Mass Effect, Mordecai in Borderlands e Aiden Pearce in Watch Dogs.

## Doppiaggio

### Cinema
- Shakti Kapoor in Hero, Palay Khan, Swami Dada
- Omar Sy in F.B.I. - Due agenti impossibili, Samba
- Pio Marmaï in I tre moschettieri - D'Artagnan, I tre moschettieri - Milady
- Jakob Eklund in Executive Protection, The Third Wave - La terza onda
- Johnathon Schaech in Il diario di Suzanne per Nicholas, Vendetta finale
- Medi Sadoun in Non sposate le mie figlie!, Non sposate le mie figlie! 2
- Joel McHale in Adult Beginners, A Futile and Stupid Gesture
- Simon Pegg in L'alba dei morti dementi, Inheritance
- Dolph Lundgren ne Il vendicatore
- Marlon Wayans in Requiem for a Dream
- Stephen Baldwin in Slap Shot 2
- Ryan Reynolds in The Captive - Scomparsa
- Eric Bana in Meno male che c'è papà - My Father
- Ingo Hülsmann in Un domestico milionario
- Faran Tahir in Escape Plan - Fuga dall'inferno
- Bradley Cooper in Una ragazza per due
- Matthew McConaughey in Surfer, Dude
- Jason Priestley in Vado, vedo... vengo! - Un viaggio tutto curve
- Justin Theroux in The Ten
- Jorge Serrano in Rec
- The Miz in The Marine 4: Moving Target
- Hichem Yacoubi in Omicidio al Cairo
- Jakob Cedergren ne Il colpevole - The Guilty
- Clifton Collins Jr. in Parker
- Jeffrey Dean Morgan in Cartoline di morte
- Tom Hopper in Come ti ammazzo il bodyguard 2 - La moglie del sicario
- Florian Schmidtke in 60 minuti
- Quim Gutiérrez in La verità nascosta

### Film d'animazione
- Sanji in One Piece - Avventura all'Isola Spirale, One Piece - Il tesoro del re, One Piece - Trappola mortale, One Piece - La spada delle sette stelle, One Piece - L'isola segreta del barone Omatsuri, One Piece - I misteri dell'isola meccanica, One Piece - Un'amicizia oltre i confini del mare, One Piece: Il miracolo dei ciliegi in fiore, One Piece - Avventura sulle isole volanti, One Piece 3D - L'inseguimento di Cappello di Paglia, One Piece Film: Z, One Piece Gold - Il film, One Piece Stampede - Il film, One Piece Film: Red
- Kenshiro in Ken il guerriero - La leggenda di Hokuto, Ken il guerriero - La leggenda di Julia, Ken il guerriero - La leggenda di Raoul, Ken il guerriero - La leggenda di Toki, Ken il guerriero - La leggenda del vero salvatore
- All Might in My Hero Academia: Two Heroes, My Hero Academia: Heroes Rising, My Hero Academia: World Heroes' Mission
- All Might e Dark Might in My Hero Academia: You're Next
- Seto Kaiba in Yu-Gi-Oh! - Il film, Yu-Gi-Oh!: The Dark Side of Dimensions
- Misao Yamamura in Detective Conan - ...e le stelle stanno a guardare, Detective Conan - L'undicesimo attaccante
- Kiritsugu Emiya in Fate/stay night: Heaven's Feel 1. Presage Flower, Fate/stay night: Heaven's Feel - II. lost butterfly
- Lord Beerus in Dragon Ball Super - Broly, Dragon Ball Super - Super Hero
- Mizore Fuyuguma in Naruto - The Movie: La primavera nel Paese della Neve
- Iruka Umino in Naruto - La via dei ninja, The Last: Naruto the Movie
- Big-Boss in I tre porcellini
- Toma in Dragon Ball Z - Le origini del mito (2ª edizione)
- Nicolas giovane in La leggenda di Santa Claus
- Gaspare in Il barbiere del Re
- Pepe in Melanzane - Estate andalusa
- Akito Tenkawa in Mobile Battleship Nadesico - The Movie - Il principe delle tenebre
- Mashira in Vampire Hunter D: Bloodlust
- Ganryū in Bleach: Memories of Nobody
- Houston in Space Chimps 2 - Zartog colpisce ancora
- Max in Gaturro
- Tendai in Zambezia
- Willy in Yellowbird
- Minoru Nishina in Detective Conan - L'asso di picche
- Isao Shinjō in Detective Conan - Il mago del cielo d'argento
- Hironari Kusaka in Detective Conan - La strategia degli abissi
- Acha Ryu in Detective Conan - Requiem per un detective
- Gin in Detective Conan: Episode "One" - Il detective rimpicciolito
- Leon Scott Kennedy in Resident Evil: Vendetta
- George Roberts in Barbie and Stacie to the Rescue
- Hazuki Fuse in Jin-Roh - Uomini e lupi
- Pablo Picasso in Dililì a Parigi
- Gunnar in Terkel in Trouble
- Geralt in Lupin III - The First
- Manabu Naoi in Haikyu!! Battaglia all'ultimo rifiuto
- Pirarucù in City Hunter The Movie: Angel Dust

### Serie televisive
- Thiago Lacerda in Terra nostra, Garibaldi, l'eroe dei due mondi, Vento di passione
- Richard Hammond in Top Gear, Stupidi al quadrato, Big con Richard Hammond
- Nestor Carbonell in Squadra Med - Il coraggio delle donne
- Fabio Martínez Léon in Vis a vis - Il prezzo del riscatto
- Matt Passmore in Le sorelle McLeod
- Micah Gardener in Edgemont
- Will Yun Lee in Thief - Il professionista
- Peter Hermann in Angela's Eyes
- Álex García in Tierra de Lobos - L'amore e il coraggio
- Matt Smith in The Crown
- Johnny Messner in Killer Instinct
- Dylan Walsh in Nip/Tuck
- Joel McHale in Community
- Danny Nucci in Spie
- Ronnie Lee in Operation Repo - La gang dell'auto
- David Walliams in Britain's Got Talent
- Derek Luke in Tredici
- Gwilym Lee in The Great
- Aleksandr Ustyugov in Meglio di noi
- Gong Jeong-hwan in Halo
- Gregory B. Waldis in Tempesta d'amore
- Marcelo Serrado in La forza del desiderio
- Ramiro Fumazoni in Amore senza tempo
- Ian Anthony Dale in Murder in the First
- Carlos García in Omicidi - Unità speciale
- Scott Baio in Un papà da Oscar
- Michael Gladis in Feed the Beast
- Nikesh Patel in Quattro matrimoni e un funerale
- Corey Stoll in Baghdad Central
- Esteban Meloni in Express
- Fernán Mirás in Rebelde Way
- Fernando Colunga in Esmeralda
- Antonio de la Vega in Sangre de mi tierra
- Pedro Pascal in The Last of Us
- Martin Butzke in Frieden - Il prezzo della pace
- Paul Paddick (Capitan Spadapiuma) in I Wiggles

### Serie animate
- Blaze in Blaze e le mega macchine
- Byakuya Ishigami in Dr. Stone
- Seto Kaiba in Yu-Gi-Oh! e Yu-Gi-Oh! GX
- Bastion Misawa in Yu-Gi-Oh! GX
- Bolt Tanner, Yoshizo Hayashi e il professor Fudo in Yu-Gi-Oh! 5D's
- Alucard in Hellsing Ultimate
- Anthony in Hellsing
- Beauchamp ne Il conte di Montecristo
- Radu Barvon in Trinity Blood
- Belfagor in Belfagor
- Ricky in Evelyn e la magia di un sogno d'amore
- Big McIntosh in My Little Pony - L'amicizia è magica (quinta stagione)
- Bui e Asato Kido in Yu Yu Hakusho
- Dororo in Keroro
- Freyr in Il mitico detective Loki
- Gaito in Principesse sirene - Mermaid Melody
- Agente Chiba (1ª voce), Misao Yamamura (3ª voce), Shuichi Akai (5ª voce), Subaru Okiya e personaggi minori in Detective Conan
- Gourmont in Alpen Rose
- Zuuma in Slayers Revolution
- Principe Adam/He-Man in He-Man and the Masters of the Universe
- Kurt Wylde in Hot Wheels: Highway 35 World Race
- Aion in Chrono Crusade
- Sig. Thénardier ne Il cuore di Cosette
- Ryo Shiba (2ª voce) in Dancouga
- Beerus in Dragon Ball Super
- Groder in Record of Lodoss War - La saga dei Cavalieri
- Hachimaki Hoshino in Planetes
- Hanai Haruki in School Rumble
- Hayato Shingu in Project ARMS
- Hazuki Fuse in Jin-Roh - Uomini e lupi
- Henri in Remy la bambina senza famiglia
- Iboji in Cutie Honey Universe
- Iruka Umino in Naruto e Naruto: Shippuden
- Orville Wright in This Is America, Charlie Brown
- Ishikura in Cosmowarrior Zero
- Komor in Pokémon Nero 2 e Bianco 2
- Koshiro (1ª voce), Sanji, Demaro Black e Inuppe in One Piece
- Kyle Akasaka in Tokyo Mew Mew - Amiche vincenti
- Kyoya Hibari in Tutor Hitman Reborn!
- Maeda in Rossana
- Nando in Pokémon Diamante e Perla
- Nishiwaki in Nazca
- Tom Thomas in Sam il pompiere (serie del 2004)
- Mr. Blik in Catscratch
- Ollie in T.U.F.F. Puppy
- Quoll Lucifer in Hunter x Hunter - Greed Island
- Ralf in Beyblade e Beyblade G-Revolution
- Rockin' Robin in Sugar Sugar
- Ru Baruba Dom in L'irresponsabile capitano Tylor
- Ryo in Platinumhugen Ordian
- Ryo Magami in Mazinkaiser SKL
- Ryoma in Power Stone
- Sanosuke Sagara in Kenshin il Vagabondo: Capitolo del tempo
- Seichiro Aoki in X
- Seiji Date negli OAV de I cinque samurai
- Tetsuya in Tattoon Master
- Tojiro in Mikan
- ZIM in Invader Zim
- Burnu in Kulipari: L'esercito delle rane
- Ciclope / Scott Summers in Wolverine e gli X-Men
- Thanatos in I Cavalieri dello zodiaco - The Lost Canvas - Il mito di Ade
- Magma in Spider Riders
- Jason Naught in Max Steel (2013)
- Capel Maister in MÄR
- Kiritsugu Emiya in Fate/stay night Unlimited Blade Works
- Darnic Prestone Yggdmillenia in Fate/Apocrypha
- Doji in Beyblade Metal Fusion
- Max jr. in Godannar
- Revolver/Varis in Yu-Gi-Oh! VRAINS
- Toshinori Yagi/All Might in My Hero Academia, Vigilante: My Hero Academia Illegals
- Vanilla Ice in Le bizzarre avventure di JoJo (2004)
- Kars in Battle Tendency[3]
- Toichi Kuroba in Magic Kaito 1412
- Wonrei in Zatchbell
- Gark in Claymore
- Jeredy Suno in Monsuno
- Dottor Jacques von Hämsterviel  in Stitch!
- Andrew “Bummer” Baumer	in Stoked - Surfisti per caso
- Irving in Harvey Beaks
- Maestro Corpo d'Esecuzione in Akudama Drive
- Susumu Kurose in A.I.C.O. Incarnation
- Dune in Kyashan Sins
- Bercoulli Synthesis One e Vassalo Casals in Sword Art Online (stagione 3)
- Leo in Arte
- Gakuho Asano in Assassination Classroom
- Fujitaka Kinomoto in Card Captor Sakura
- Basofilo in Cells at Work
- Zuril in Goldrake U
- Manabu Naoi in Haikyu!!
- Mitsumata in Ranking of Kings
- Ryoma Nagare nel ridoppiaggio di Getter Robot - The Last Day e Shin Getter Robot contro Neo Getter Robot e in Shin Getter Robo Re:Model e Getter Robot Arc
- Personaggi secondari in Yatterman (remake)
- Clavu in Overlord
- Vester e Fuse (ep.2) in That Time I Got Reincarnated as a Slime
- Uomo Katana/Samurai Sword in Chainsaw Man
- Miles in Unicorn Academy
- Innocent Zero in Mashle

### Special TV
- David Copperfield in David Copperfield - L'uomo impossibile

### Pubblicità televisive
- Speaker di Intervita (2013)

### Videogiochi
- Eyebrows in The Getaway (2002)[4]
- James Barnes e Soldati in Codename: Panzers Phase I (2004),[5] Codename: Panzers Phase II (2004)[6]
- Jan Templar in Killzone (2004),[7] Killzone: Liberation (2006),[8] Killzone 2 (2009)[9]
- Jamie Shephard in Men of Valor (2004)[10]
- Low in Future Tactics - The Uprising (2004)[11]
- Sergente Ben "Mitch" Mitchell in The Getaway: Black Monday (2004)[12]
- Seto Kaiba in Yu-Gi-Oh! Power of Chaos: Kaiba the Revenge (2004)[13]
- Willy Wonka ne La fabbrica di cioccolato (2005)[14]
- Voce dei Bisogni e Nomade #2 in Black & White 2 (2005)[15]
- Barty Crouch JR. e Mangiamorte #2 in Harry Potter e il Calice di Fuoco (2005)[16]
- Clarence Callahan in Need for Speed: Most Wanted (2005)[17]
- Durza in Eragon (2006)[18]
- Princu in Dangerous Heaven: La leggenda dell'Arca (2006)[19]
- Governo, prefetto e Ingegnere in Caesar IV (2006)[20]
- Interrogatore e Vinnie in Dreamfall: The Longest Journey (2006)[21]
- Tom Hagen e personaggi minori in Il padrino (2006)[22]
- Slink in Driver: Parallel Lines (2006),[23] Driver 76 (2007)[24]
- Mike Dixon in Call of Duty 3 (2006)[25]
- Gyron in Avencast: Rise of the Mage (2007)[26]
- Ispettore Ginko e Scagnozzo di Goran in Diabolik: The Original Sin[27]
- Jack Sparrow in Pirati dei Caraibi - Ai confini del mondo (2007)[28]
- Kaidan Alenko in Mass Effect (2007),[29] Mass Effect 2 (2010)[30] e Mass Effect 3 (2012)[31]
- Nick Romsky e José Santamaria in Art of Murder - FBI: La crudele arte dell'omicidio (2008)[32]
- Iron Man in Iron Man (2008),[33] e Marvel's Avengers (2020)[34]
- Peter Madsen in 24: The Game (2008)[35]
- Edward Carnby in Alone in the Dark (2008)[36]
- Hunter in The Legend of Spyro: L'alba del drago (2008)[37]
- Murgo in Fable II (2008)[38]
- Walton Purefoy in Far Cry 2 (2008)[39]
- Jayce in League of Legends (2009)[40]
- Nick Romsky e Manuel in Act of Murder - Caccia al Burattinaio (2009)[41]
- Matt Hazard in Eat Lead: The Return of Matt Hazard (2009)[42]
- John White in Infamous (2009)[43] e Infamous 2 (2011)[44]
- Mordecai in Borderlands (2009),[45] Borderlands 2 (2012),[46] Borderlands: The Pre-Sequel (2014)[47] e Borderlands 3 (2019)[48]
- Jean Descole in Il professor Layton e il richiamo dello spettro (2009),[49] Il professor Layton e la maschera dei miracoli (2011),[50] l professor Layton e l'eredità degli Aslant (2013)[51]
- La Volpe in Assassin's Creed II (2009)[52] e Assassin's Creed: Brotherhood (2010)[53]
- Flynn in Battlefield: Bad Company 2 (2010)[54]
- Ercole in God of War III (2010)[55]
- Artanis in StarCraft II: Wings of Liberty (2010),[56] StarCraft II: Heart of the Swarm (2013),[57] StarCraft II: Legacy of the Void (2015),[58] Heroes of the Storm (2015), StarCraft Remastered (2017)[59]
- Vito Scaletta in Mafia II (2010),[60] Mafia III (2016),[61] e Mafia Definitive Edition (2020)[62]
- Carlos in Call of Duty: Black Ops (2010)[63]
- Connor in Homefront (2011)[64]
- Leandros in Warhammer 40.000: Space Marine (2011)[65]
- Ra's al Ghul in Batman: Arkham City (2011),[66] Batman: Arkham Knight (2015)[67] e LEGO DC Super-Villains (2018)[68]
- Uomo Calendario e criminali minori in Batman: Arkham City (2011)[66]
- Adril Arano in Skyrim (2011)[69]
- Alaric in Diablo III (2012)[70]
- Vector in Resident Evil: Operation Raccoon City (2012)[71]
- Oliver North in Call of Duty: Black Ops II (2012)[72]
- Soldato Peter O'Neal in Aliens: Colonial Marines (2013)[73]
- Professor Sycamore in Il professor Layton e l'eredità degli Aslant (2013)[51]
- Rex "Power" Colt in Far Cry 3: Blood Dragon (2013)[74]
- Joel Miller in The Last of Us (2013)[75] e The Last of Us Parte II (2020)[76]
- Edgar in Assalto alla Rocca del Drago di Tiny Tina (2013)[46]
- Chase McCain in LEGO City Undercover (2013), LEGO City Undercover: The Chase Begins (2013) e LEGO Dimensions (2015)
- Vladko Tyran in Killzone: Shadow Fall (2013)[77]
- Agente dell'IR-7, Druido dell'unghia e Harrusin Jones in Hearthstone (2014)[78]
- Henry "Hank" Daughtry in Infamous: Second Son (2014)[79]
- Alistair Flamant in Il professor Layton vs Phoenix Wright: Ace Attorney (2014)[80]
- Aiden Pearce in Watch Dogs (2014),[81] Watch Dogs 2 (2016)[82] e Watch Dogs: Legion (2020)[83]
- Kyle Crane in Dying Light[84] (2015)
- Shinnok in Mortal Kombat X (2015)[85] e Mortal Kombat 11 (2019)[86]
- Padre Gascoigne in Bloodborne (2015)[87]
- Liam Burke in Quantum Break (2016)[88]
- Sam Drake in Uncharted 4: Fine di un ladro (2016)[89] e Uncharted: L'eredità perduta (2017)[89]
- Hanzo Shimada in Overwatch (2016),[90] Overwatch 2 (2022)[91]
- Kirin Jindosh in Dishonored 2 (2016)[92]
- Hoffman in Resident Evil 7 (2017)[93]
- Capo della squadra operativa in Monster Hunter: World (2018)[94]
- Malcolm Merlyn in LEGO DC Super-Villains (2018)[68]
- Alex in GRID (2019)[95]
- River Ward in Cyberpunk 2077 (2020)[96]
- Jakub Dabrowski in Outriders (2021)[97]
- Merwin Lazarus in The Dark Pictures: House of Ashes (2021)[98]
- Erik Visser in Horizon Forbidden West (2022)[99]
- Christopher Hackett in The Quarry (2022)[100]
- Jacob Lee in The Callisto Protocol (2022)[101]
- Arciduca Erwin Rosfield in Final Fantasy XVI (2023)[102]
- Hobbs, O’Connel e Telemann in Batman: Arkham Shadow (2024)[103]
- Archer in Steel Seed (2025)[104]